# تزوير العملة في الولايات المتحدة

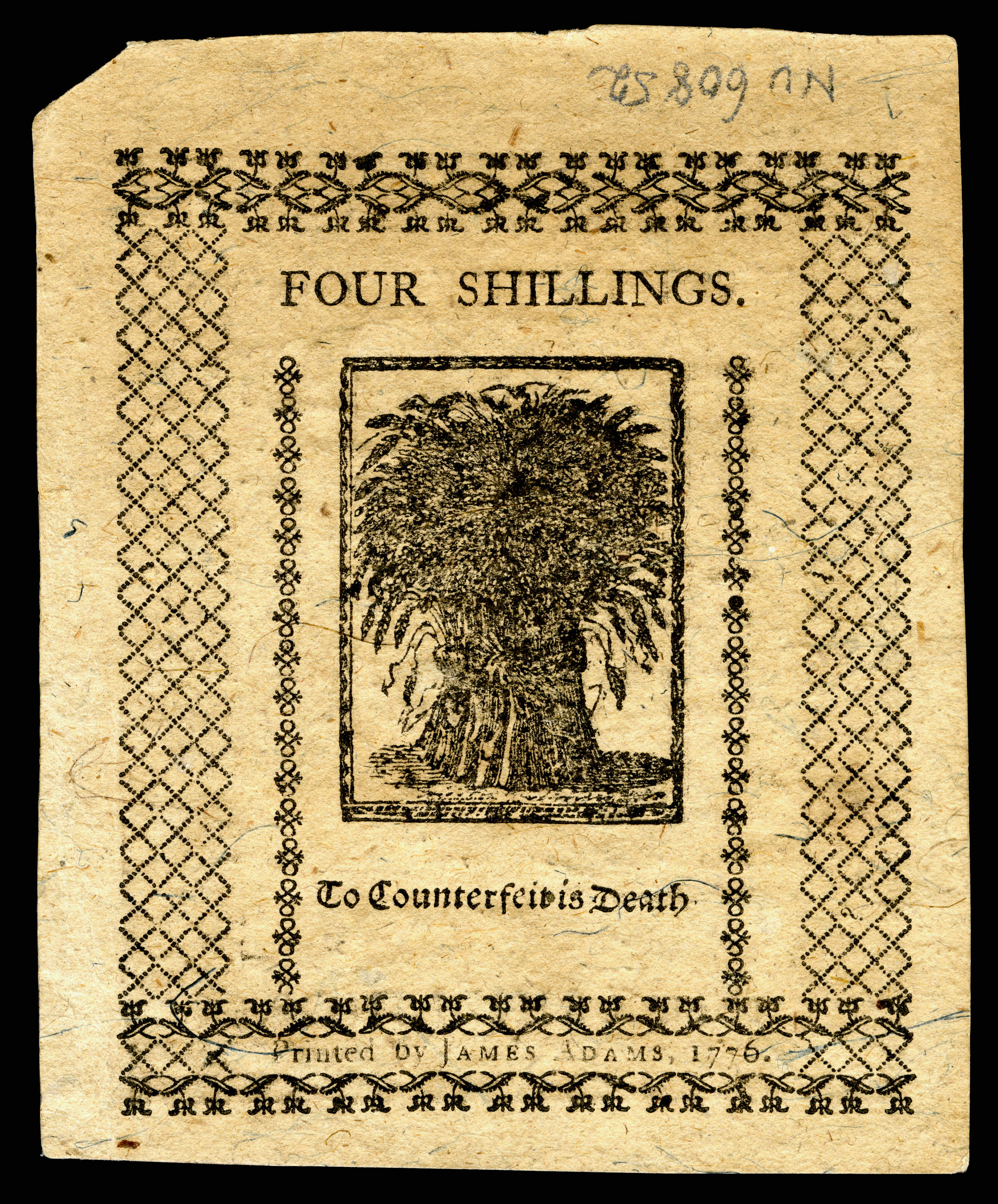
"التزييف هو الموت" - تحذير من التزييف مطبوع على ظهر عملة استعمارية بقيمة 4 شلن في عام 1776 من مستعمرة ديلاوير

قالب عملات أمريكية مزيفة من الحديد يعود تاريخه إلى القرنين الثامن عشر والتاسع عشر لصنع الدولارات الإسبانية المزيفة وعملة نصف دولار أمريكي

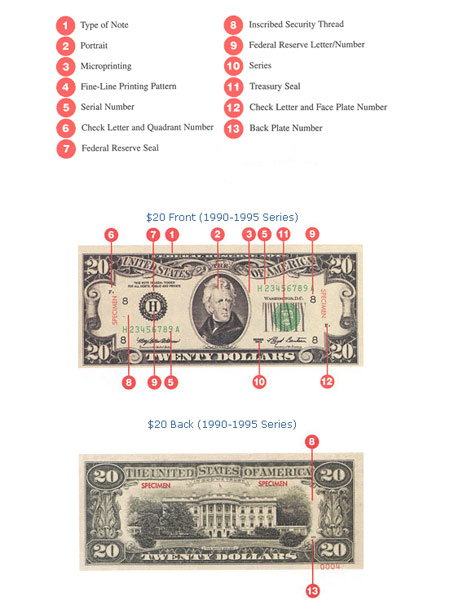
ميزات مكافحة التزييف على ورقة نقدية بقيمة 20 دولارًا أمريكيًا من عام 1993

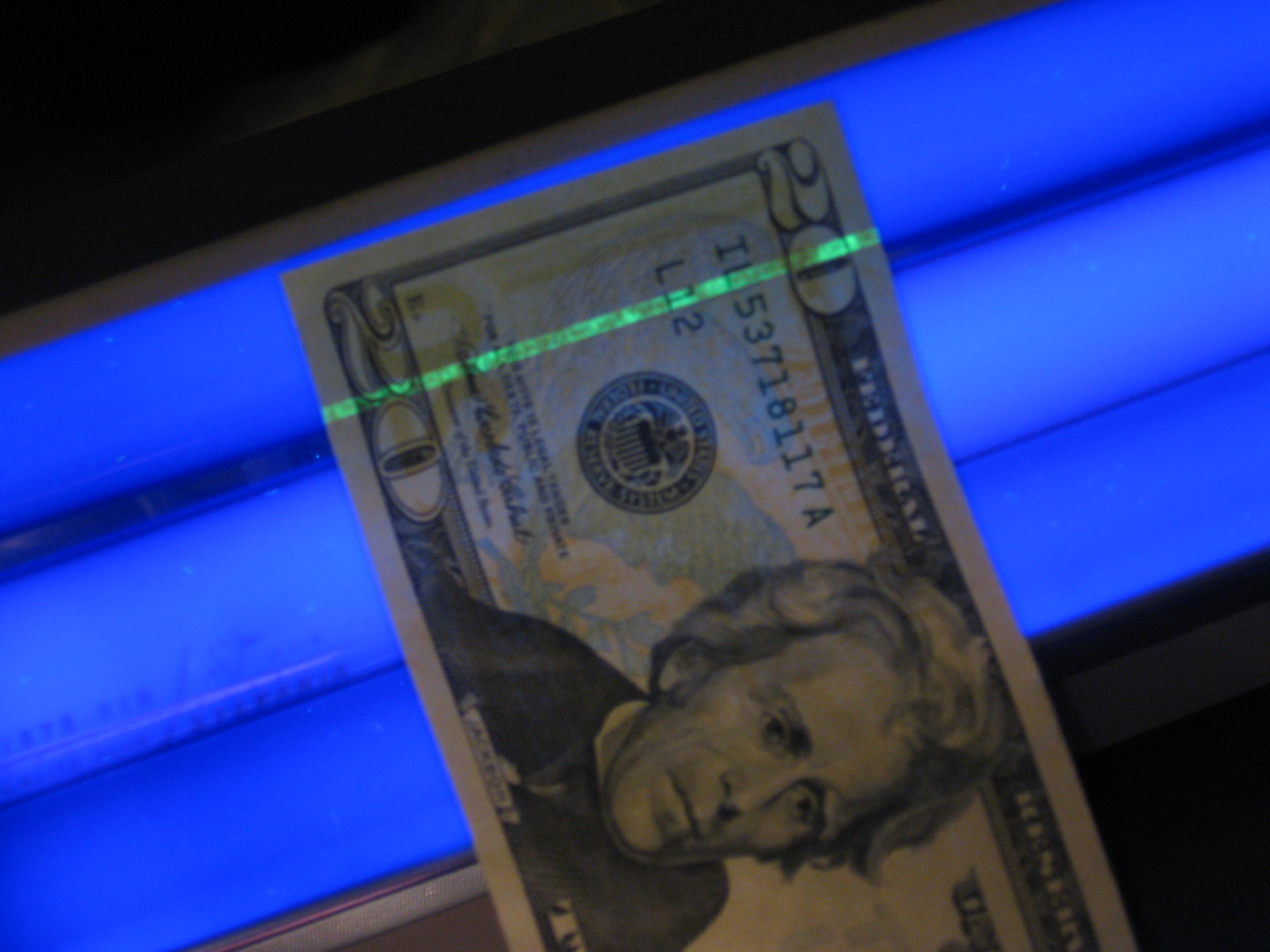
يضيء شريط الأمان الخاص بفئة العشرين دولارًا أمريكيًا تحت الضوء الأسود كحماية ضد التزوير

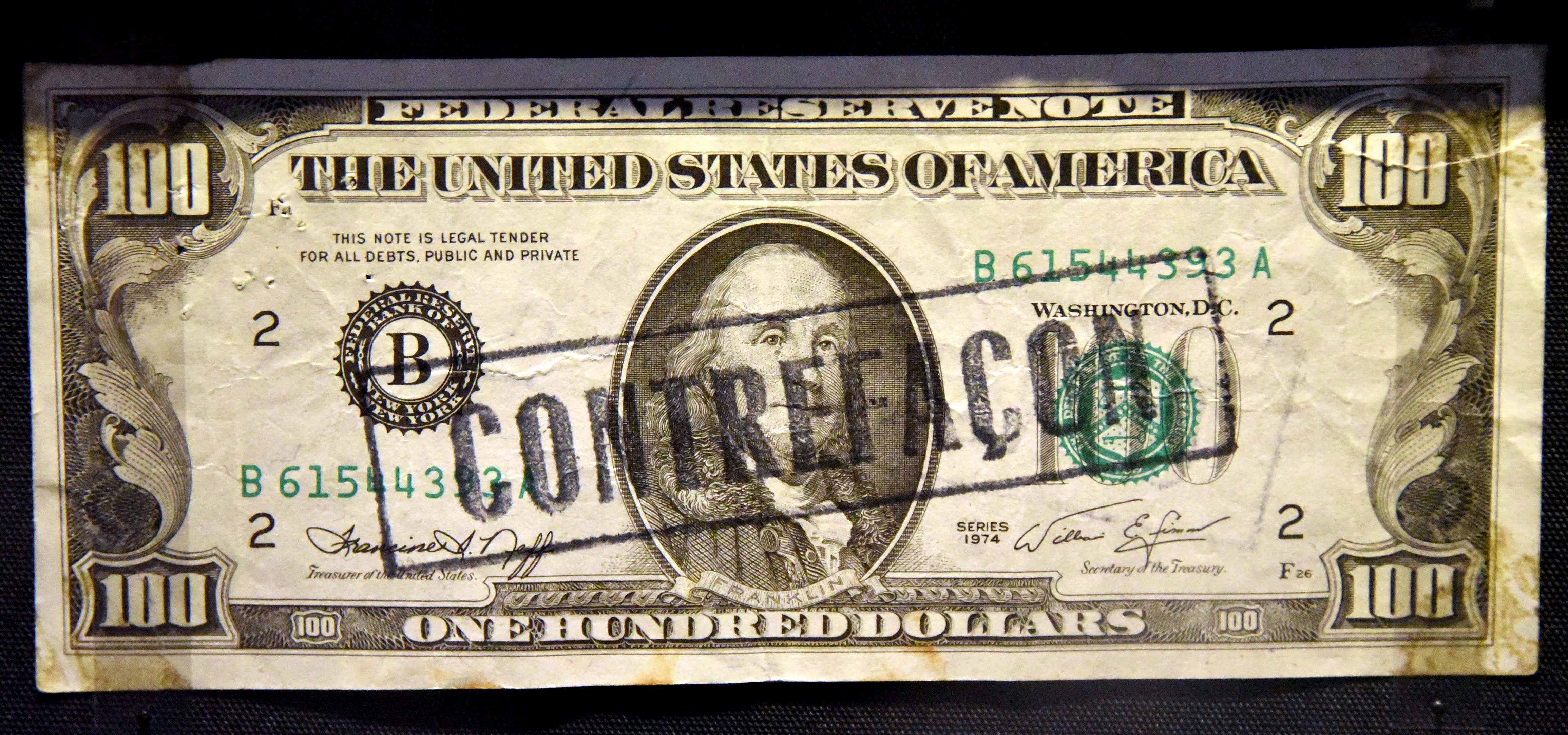
ورقة نقدية مزيفة من فئة 100 دولار، سلسلة من عام 1974، وربما صُنعت لاحقًا. تحمل ختم "Contrefaçon" (بمعنى "مزيفة" بالفرنسية) على كلا الجانبين. معروضة في المتحف البريطاني، لندن.

هناك محاولات كبيرة لتزوير العملة في الولايات المتحدة على نطاق واسع. ووفقًا لوزارة الخزانة الأمريكية، يُقدر تداول ما قيمته 70 مليون دولار من الأوراق النقدية المزيفة، أي ما يعادل ورقة نقدية مزيفة واحدة لكل 10,000 ورقة نقدية أصلية، مع حد أقصى قدره 200 مليون دولار مزيفة، أي ورقة نقدية مزيفة واحدة لكل 4,000 ورقة نقدية أصلية.   ومع ذلك، تستند هذه الأرقام إلى معدلات ضبط عمليات التزوير السنوية، والمخزون الفعلي للأموال المزيفة غير مؤكد لأن بعض الأوراق النقدية المزيفة يتم تداولها بنجاح في عدد قليل من المعاملات.

## تاريخ
المادة الأولى، القسم الثامن من دستور الولايات المتحدة، تمنح الكونغرس صلاحية "وضع عقوبات على تزوير الأوراق المالية والعملات المتداولة في الولايات المتحدة". وقد اعتبرت المحاكم الفيدرالية هذا استثناءً لحرية التعبير .
كان التزوير منتشرًا جدًا في أوائل القرن التاسع عشر لدرجة أن الروايات المعاصرة مثل تلك التي كتبها المؤلف جون نيل زعمت أن ما يصل إلى نصف العملة الأمريكية المتداولة كانت مزيفة.  بحلول ثلاثينيات القرن التاسع عشر، بدأت الصحف الأمريكية في إدراج تعليمات لتحديد العملات المزيفة.  نظرًا لأن العملة كانت تصدر من قبل بنوك فردية، كان هناك ما يقرب من 5400 نوع من الأوراق النقدية المزيفة في الولايات المتحدة بحلول ستينيات القرن التاسع عشر.  بعد الحرب الأهلية بفترة وجيزة، قُدِّر أن ثلث إلى نصف عملة الأمة كانت مزيفة.  وبالتالي، شكلت الأموال المزيفة تهديدًا كبيرًا للاقتصاد والنظام المالي.
عندما تأسس جهاز الخدمة السرية عام ١٨٦٥، كانت مهمته الأساسية الحد من التزييف. في عام ٢٠٠١، قدرت وزارة الخزانة الأمريكية انتشار العملات الأمريكية المزيفة المتداولة بأقل من ٠٫٠١٪. 

### عملية برنهارد
خلال الحرب العالمية الثانية، نجحت ألمانيا النازية في إنتاج نسخ مزيفة عالية الجودة من الدولار الأمريكي وأوراق الجنيه الإسترليني الصادرة عن بنك إنجلترا ، على الرغم من أن القليل منها تم تداوله بشكل كامل.

### سوبر دولار
كان السوبر دولار، وهو ورقة نقدية مزيفة عالية الجودة من فئة المائة دولار، من أكثر أوراق الدولار الأمريكي المزيفة انتشارًا، واستمر إنتاجها بعد عام 2007. أجرت خدمة أبحاث الكونجرس دراسة وخلصت إلى اتهام كوريا الشمالية بأنها مسؤولة عن إنتاجها، لكن بيونغيانغ أنكرت أي تورط لها مع الدولار الفائق. 

### حادثة ورقة الـ 100 دولار من سلسلة CB-B2 في بيرو لعام 2001
في عام ٢٠٠٥، توقفت البنوك البيروفية عن قبول أوراق نقدية من فئة ١٠٠ دولار أمريكي من سلسلة CB-B2 لعام ٢٠٠١، وذلك بعد اكتشاف أوراق نقدية مزيفة في سلسلة من الأوراق النقدية المتداولة في البيرو. وأفادت التقارير أن الفروق بينها وبين الأوراق النقدية الأصلية ضئيلة للغاية ويصعب اكتشافها.  ووفقًا لتقارير إخبارية بيروفية، سرق مجرم، يُحتمل ارتباطه بتنظيم القاعدة، لوحة طباعة من مكتب النقش والطباعة، ومن المرجح أنها استُخدمت لإنتاج الأوراق النقدية المزيفة. 

### عملية المشي- أوراق نقدية بقيمة 100 دولار
الأوراق النقدية المزورة من قبل أناتاسيوس أرناوتي ‏ في المملكة المتحدة (2005). 

## "سندات الاحتياطي الفيدرالي"
وفي السنوات الأخيرة، ظهرت صناديق معدنية مليئة بأوراق نقدية مزورة صادرة عن بنك الاحتياطي الفيدرالي الأميركي بفئات فلكية مرتفعة (غالباً من 100 مليون دولار، أو 500 مليون دولار، أو مليار دولار) وكثيراً ما تكون مصحوبة بقسائم في مختلف بلدان الشرق مثل الفلبين أو ماليزيا.  في كثير من الحالات، يُزعم أن هذه الأوراق النقدية جزء من كنز مفقود من أوراق الاحتياطي الفيدرالي الصادرة سرًا، وهي خاصة أو غير معروفة للعامة نظرًا لسرّيتها. كما تُعالج السندات أحيانًا لتبدو قديمة عن طريق تبليلها وتَعَفُّنها. ومع ذلك، لم يُصدر الاحتياطي الفيدرالي أوراقًا نقدية بهذه الفئات قط، بل أصدر تحذيرات ضدها على موقعه الإلكتروني.  بالإضافة إلى ذلك، هناك العديد من الأخطاء في السندات، وكذلك في الصناديق المعدنية، وكثير منها غير متناسق مع العصر.  يكتب بنك الاحتياطي الفيدرالي في نيويورك أن:
إن بنك الاحتياطي الفيدرالي على علم بالعديد من عمليات الاحتيال التي تنطوي على أوراق نقدية وسندات بنك الاحتياطي الفيدرالي ذات فئات عالية، غالبًا بفئات 100 مليون أو 500 مليون دولار، ويعود تاريخها إلى ثلاثينيات القرن العشرين، وعادةً ما تكون في عام 1934. وفي كل من هذه المخططات، يُزعم أن الأدوات الاحتيالية هي جزء من إمدادات مفقودة منذ فترة طويلة من أوراق نقدية أو سندات بنك الاحتياطي الفيدرالي المكتشفة مؤخرًا.
كثيرًا ما يدّعي المحتالون زورًا أن أوراق أو سندات الاحتياطي الفيدرالي المزعومة التي يحملونها هي أوراق خاصة جدًا، وأنها غير معروفة للعامة نظرًا لسريتها الشديدة. وقد حاول المحتالون بيع هذه الأوراق عديمة القيمة، أو استردادها أو استبدالها في البنوك والمؤسسات المالية الأخرى، أو الحصول على قروض أو خطوط ائتمان باستخدام هذه الأوراق الوهمية كضمان.
كانت هناك عدة حالات استخدم فيها الأشخاص الأوراق النقدية المزورة كعملة شرعية، مما أدى في كثير من الأحيان إلى الاعتقال. في مارس 2006، استولى عملاء من وكالة إنفاذ قوانين الهجرة والجمارك بالولايات المتحدة وجهاز الخدمة السرية على 250 ورقة نقدية، كل منها يحمل فئة 1,000,000,000 دولار (مليار دولار) من شقة في ويست هوليود .  كان المشتبه به قد قُبِضَ عليه سابقًا بتهم فيدرالية لمحاولته تهريب أكثر من 37,000 دولار من العملة إلى الولايات المتحدة بعد رحلة إلى كوريا الجنوبية في عام 2002. نُسِخَ الكثير من الأعمال الفنية الموجودة على الأوراق النقدية من ورقة الألف دولار الحقيقية، بما في ذلك صورة جروفر كليفلاند.  وقعت حادثة أخرى ‏ تتعلق بأوراق نقدية مماثلة تحمل فئة كل منها 500,000,000 دولار، في كياسو، سويسرا ، في يونيو 2009.

## المواد والوقاية
في الولايات المتحدة، يقوم المزورون في عمليات صغيرة بتطوير العملة المزيفة باستخدام أدوات تتضمن غالبًا طابعات ومكواة وماء أخضر اللون.  عند جمع الأوراق النقدية، يقوم بنك الاحتياطي الفيدرالي بفحص جميع الأوراق النقدية، وتدمير أي ورقة لا يتناسب مظهرها مع شكل الورقة النقدية الفيدرالية.

## أشهر المزورين الأمريكيين
- بيتر ألستون  [لغات أخرى]‏ ، المزور وقراصنة النهر في أواخر القرن الثامن عشر وأوائل القرن التاسع عشر، والذي يُعتقد أنه كان شريك ليتل هاربي وزميله في جريمة قتل زعيم الخارجين عن القانون سيئ السمعة صموئيل ماسون في عام 1803
- كان فيليب ألستون  [لغات أخرى]‏ مزورًا في القرن الثامن عشر قبل الثورة الأمريكية وبعدها في فرجينيا وكارولينا قبل الحرب، ثم لاحقًا في كنتاكي وإلينوي بعد ذلك.
- كان إدوارد بوني  [لغات أخرى]‏ ، وهو مزور مزعوم في شمال إنديانا ، والذي هرب إلى نافو، إلينوي، صائد جوائز ومحققًا هاويًا، متنكرًا في هيئة مزور، للقبض على قتلة العقيد جورج دافنبورت والتسلل إلى قطاع الطرق في الغرب الأوسط في البراري  [لغات أخرى]‏ .
- آبل بيول  [لغات أخرى]‏ ، المستعمر الأمريكي والجمهوري الذي انتقل من تغيير لوحات نقش الأوراق النقدية بقيمة خمسة جنيهات إلى نشر أول خريطة للولايات المتحدة الجديدة التي رسمها أمريكي.
- ماري باتروورث  [لغات أخرى]‏ ، مزورة في أمريكا الاستعمارية .
- مايك دي باردليبين  [لغات أخرى]‏ ، أُرسِلَ إلى السجن بتهمة تزوير ورقة نقدية بقيمة 20 دولارًا
- كان جون داف مزورًا وصيادًا وجنديًا، خدم في حملة جورج روجرز كلارك للاستيلاء على ولاية إلينوي ، لصالح الجانب الوطني الأمريكي، أثناء الحرب الثورية .
- ديفيد فارنسورث  [لغات أخرى]‏ ، مزور وجاسوس أمريكي موالٍ لبريطانيا، خلال الحرب الثورية الأمريكية . أُعدم شنقًا جزاءً لجرائمه، بعد أن أبدى جورج واشنطن اهتمامًا شخصيًا بقضيته.
- ربما كان إيمريش جوتنر  [لغات أخرى]‏ المعروف أيضًا باسم إدوارد مولر، والذي وُثِّقً في كتاب السيد 880 ، أطول مزور لم يُقبض عليه في التاريخ. [16] لمدة عشر سنوات أو أكثر، تمكن من الإفلات من السلطات الحكومية بينما كان يطبع وينفق أوراق نقدية مزيفة بقيمة دولار واحد في حيه بنيويورك. [17]
- جون أ. موريل ، قاطع طريق كان ينشط في الولايات المتحدة على طول نهر المسيسيبي في منتصف القرن التاسع عشر. أُدين بجرائمه في محكمة مقاطعة ماديسون بولاية تينيسي، وسُجن في سجن ولاية تينيسي، المُصمم على غرار نظام أوبورن الجزائي، من عام ١٨٣٤ إلى عام ١٨٤٤.
- عصابة ستورديفانت  [لغات أخرى]‏ ، وهي مجموعة متعددة الأجيال من المزورين الأميركيين الذين ارتكبوا أنشطتهم الإجرامية على مدى فترة 50 عامًا من ولاية كونيتيكت الاستعمارية إلى حدود إلينوي.
- ألبرت تالتون، الذي سُجن بتهمة تزوير ورقة نقدية أمريكية من فئة المئة دولار وفئة العشرين دولارًا . أنتج أكثر من سبعة ملايين دولار من العملة الأمريكية المزيفة باستخدام طابعة نافثة للحبر عادية، وأُدين وسُجن في مايو/أيار ٢٠٠٩.
- صموئيل سي. أبهام ، أول مزور معروف لعملة الكونفدرالية خلال الحرب الأهلية الأمريكية . بدأت أنشطته أو عُرفت في أوائل يوليو ١٨٦٢.
- آرثر ويليامز ، سُجن في عام 2007 بتهمة تزوير ورقة نقدية من فئة المائة دولار في الولايات المتحدة.

## أنظر أيضاً
عملة الولايات المتحدة المزيفة الترويجية